# Data East
Data East Corporation (株式会社データイースト, Kabushikigaisha Dēta Īsuto kōporēshon), também abreviada como DECO, era uma empresa japonesa de videogames e engenharia eletrônica. Ela esteve em operação de 1976 a 2003, e lançou 150 jogos. A sua sede ficava em Suginami, Tóquio. A sua subsidiária estado-unidense, a Data East USA, era sediada em San José.

## História
A Data East foi fundada em 20 de abril de 1976 pelo aluno da Universidade Tokai Tetsuo Fukuda. Percebendo que seria lucrativo o negócio de conteúdo interativo, a Data East começou a desenvolver jogos arcade em 1978 e estabeleceu uma divisão nos EUA em 1979, depois que a maioria dos seus principais concorrentes, como Sega e Taito, já tinham estabelecido sua presença no mercado. Apesar de desenvolver jogos, a Data East lançou uma série de sistemas intercambiáveis compatíveis com seus jogos de arcade, com o nomes como DECO Cassette System e Multi Conversion Kit, e estes produtos logo se tornaram famosos entre os usuários, devido às suas inúmeras dificuldades técnicas. Em 1985, a empresa deixou a produção de sistemas intercambiáveis e concentrou-se apenas no desenvolvimento de jogos.
A Data East provou ser uma das mais bem sucedidas e de longa duração empresas no negócio. Sobreviveu ao crash de 1983 e nas duas décadas seguintes liberou dezenas de jogos, tanto para arcade quanto para consoles domésticos. Seus primeiro jogo foi Super Break, que foi desenvolvido e lançado em 1978. Alguns de seus jogos mais famosos de sua época áurea, década de 1980, inclui Karate Champ, Heavy Barrel, Burgertime, Bad Dudes Vs. Dragon Ninja, Sly Spy, RoboCop, Bump 'n' Jump, Karnov e Atomic Runner Chelnov. Karate Champ foi objeto do litígio entre a Data East USA, Inc. e a Epyx, Inc., no qual a Data East alegou que a Epyx's International Karate havia violado os direitos de Karate Champ, da Data East.
A empresa também comprou licenças para desenvolver e vender jogos de arcade criados por outras empresas. Entre seus mais bem sucedidos jogos licenciados  estão inclusos Kid Niki: Radical Ninja, Kung Fu Master e Vigilante, todos licenciados pela Irem, e Commando, licenciado pela Capcom. Também esteve por um breve período como um licenciada da Neo-Geo arcade, em meados dos anos 1990.
Entre 1987 e 1996 também fabricou mesas de pinball, e incluiu algumas inovações, como o primeiro pinball a ter som estéreo, ser a primeira a utilizar o dispositivo dot matrix display em sua Checkpoint, e também ser a primeira a utilizar um DMD grande (192x64) na Maverick. Na concepção de máquinas de pinball mostraram uma forte preferência pela utilização propriedades licenciadas, ao invés de criar totalmente suas máquinas, o que contribuiu para as dificuldades financeiras que a empresa começou a experimentar a partir de 1990. Entre as propriedades licenciadas pela Data East para suas mesas de pinball estão Guns N 'Roses, Star Wars, Back to the Future, Batman, Robocop, The Simpsons e Teenage Mutant Ninja Turtles. A Data East era a única empresa que fabricava jogos de pinball personalizados como, por exemplo, Aaron Spelling, o filme Riquinho e Michael Jordan. Embora estes fossem basicamente mods existentes ou prestes a serem lançados, como, Lethal Weapon 3. A divisão de pinball foi criada em 1985 com a compra da divisão de pinball da Stern Electronics (fábrica e bens). Em meio a queda de vendas no mercado de pinball, a empresa optou por sair do negócio de fliperama e vendeu a fábrica para Sega em 1996. Até o final da década de 1990, a divisão americana da companhia, Data East USA, havia sido liquidada e a Data East deixado de existir fora do Japão.
Não foi possível escapar de seus crescentes problemas financeiros, Data East fechou para a reorganização em 1999 e após essa retomou o desenvolvimento de   jogos para consoles domésticos. Nós três e meio anos seguintes, a Data East vendia geradores de íons negativos e licenciada alguns de seus jogos antigos para outras empresas, tudo isso na esperança de arrecadar dinheiro suficiente para ser capaz de desenvolver para videogames novamente. No entanto, os esforços de reestruturação da empresa não foram suficientes para colocá-la de volta no mercado, dados os problemas financeiros iniciados em 1990, e em Abril de 2003 a Data East decretou falência e foi finalmente declarada falida por um tribunal distrital de Tóquio em 25 de junho de 2003. A notícia foi publicada duas semanas depois, em 8 de julho.
A maioria das propriedades intelectuais da Data East foram adquiridas em fevereiro de 2004 pela G-Mode, uma provedora japonesa de conteúdo móvel e de jogos. No entanto, alguns dos ativos da Data East, incluindo Karnov, Chelnov e Glory of Heracles são propriedade da Paon Corporation, em vez da G-Mode. Da mesma forma, a G-Mode não possui direitos sobre as séries Metal Max e Tantei Jingūji Saburō, que foram retidos pela Createch e WorkJam respectivamente. O direito de propriedade é desconhecido para alguns dos jogos de DECO Cassette, bem como para os jogos que foram criados a partir de propriedades licenciadas (como Robocop e Captain America & The Avengers).
Em setembro de 2009, a Majesco Entertainment anunciou que iria lançar uma coleção de jogos de arcade da Data East chamada Classics Data East Arcade para o console Wii sob licença da G-Mode.